# カシアス・マーセラス・クーリッジ
カシアス・マーセラス・クーリッジ（Cassius Marcellus Coolidge、1844年9月18日 - 1934年1月13日）はアメリカ合衆国の風刺画家、イラストレーターである。擬人化した犬を主人公にした油絵のシリーズ、『ポーカーをする犬』のシリーズなどで知られる。作品への署名は、家庭内の愛称から "Cash" や "Kash" とし、時に "Kash Koolidge" とすることもあった。

## 略歴
ニューヨーク州ジェファーソン郡のアントワープ(Antwerp)の奴隷制度廃止論者でクェーカー教徒の農家で生まれ、フィラデルフィアやニューヨークで育った。

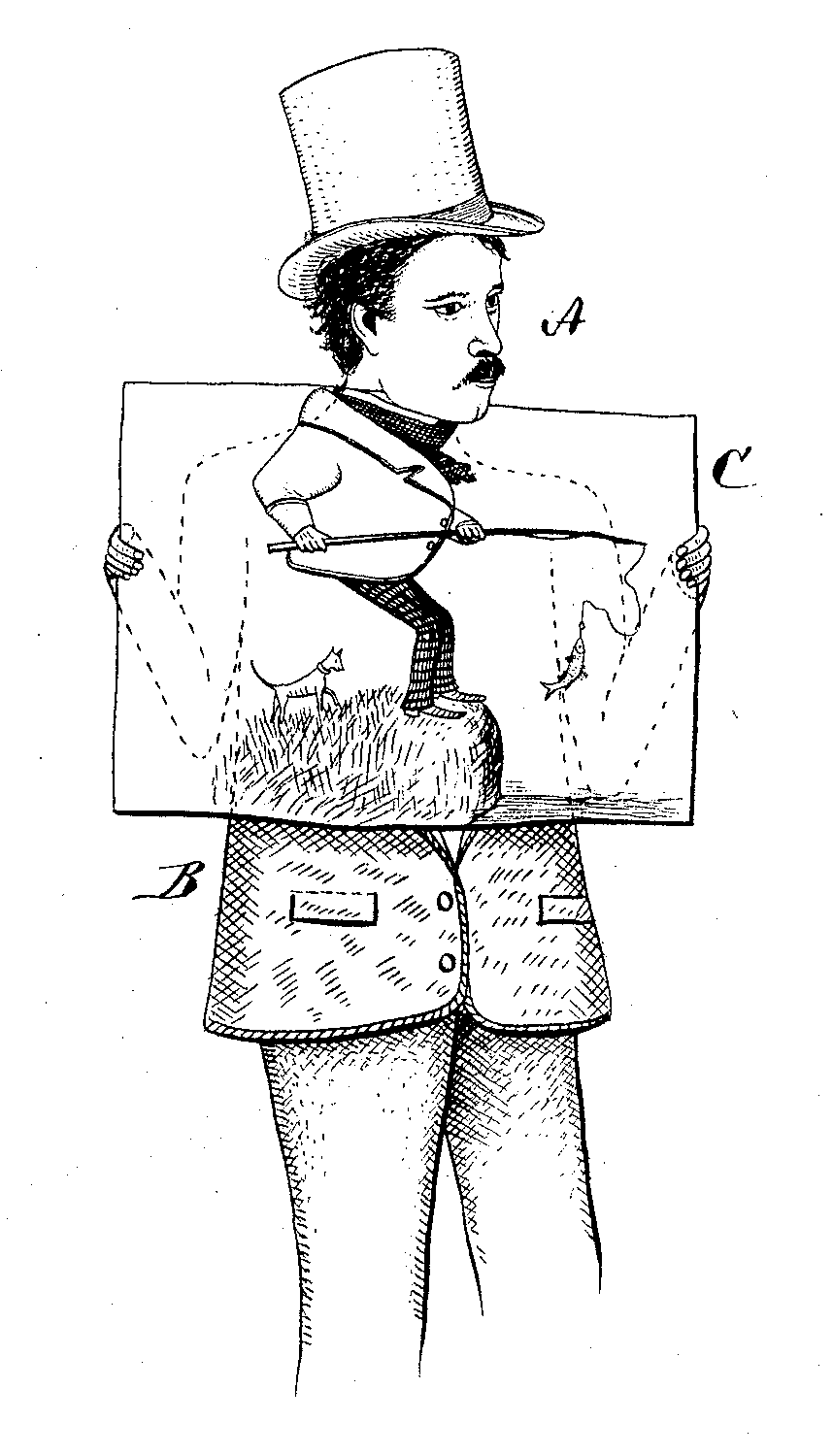
クーリッジの"comic foregrounds"の特許図面

1860年代初めに実家をでて、様々な職業を経験し、1868年から1872年の間は薬屋や看板描きをした。美術の教育は受けていないが20代になって地元の新聞の挿絵画家として、美術のキャリアを始めた。1874年に写真撮影用の用品として、"comic foregrounds"（「漫画の前景」）という板に首から下の漫画を描いた、「顔ハメ看板」に相当するアイデアの特許を出願している。
ミネソタに1896年に設立されたカレンダーなどを出版する美術出版会社、Brown & Bigelowと1903年から仕事をするようになり、『ポーカーをする犬』のシリーズ、犬を擬人化した16枚の油絵を1900年代半ばから1910年代半ばまでかけて描いた。

## 作品

### 『ポーカーをする犬』のシリーズ

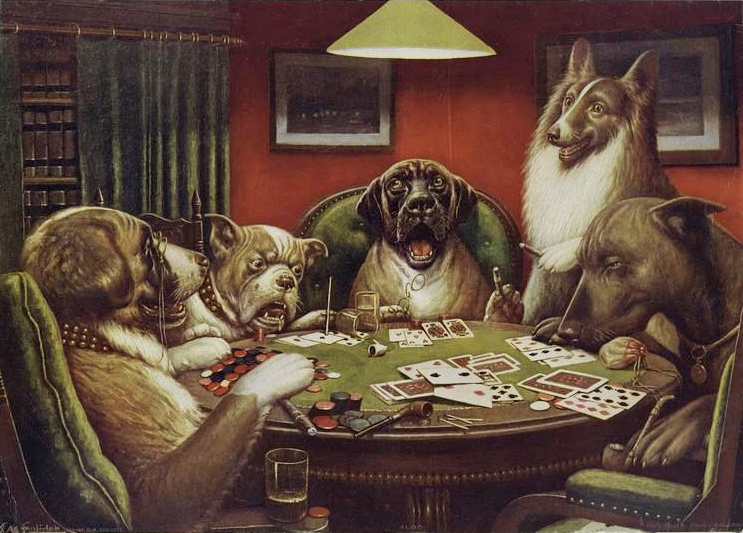
「ポーカーをする犬」
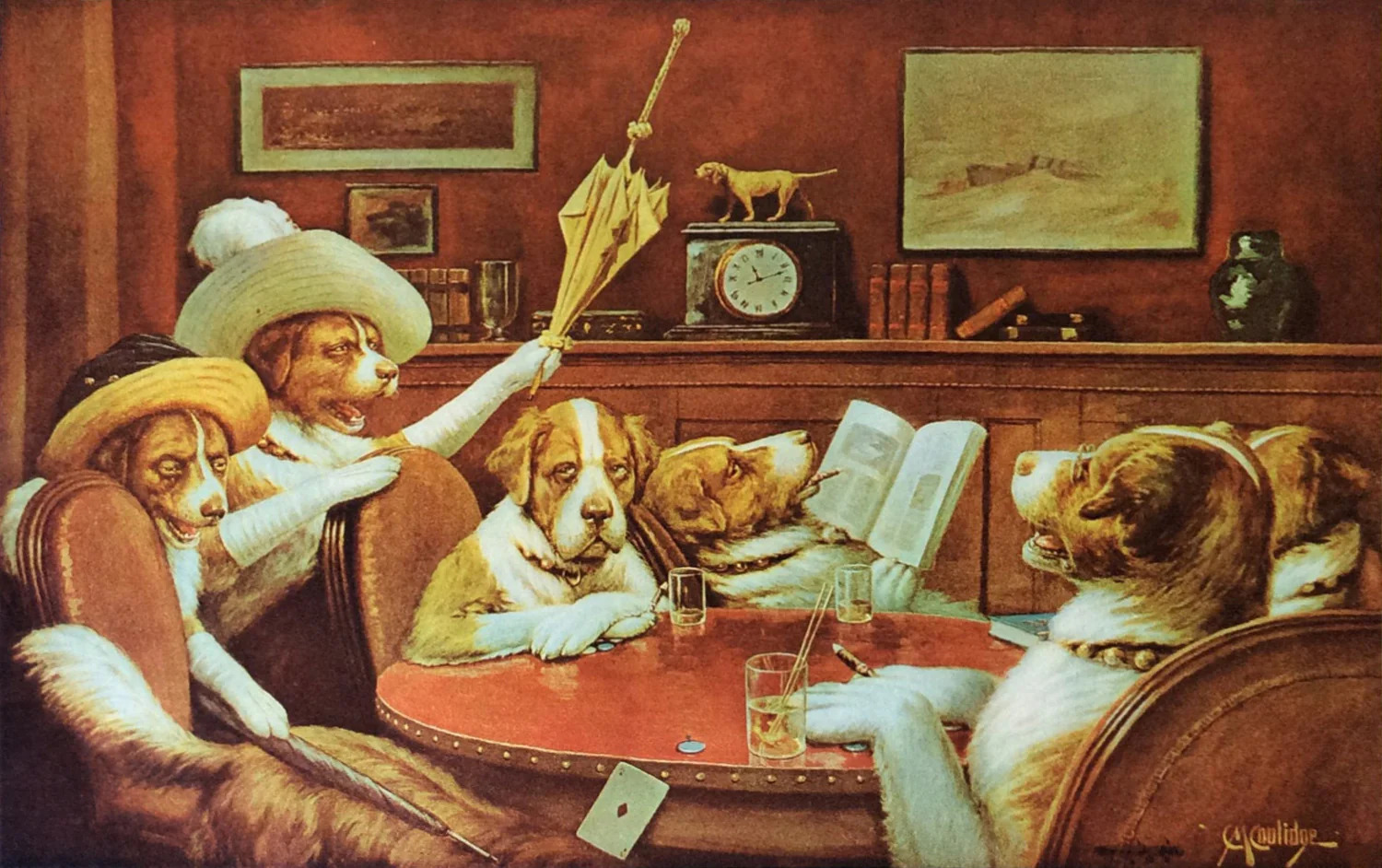
Sitting up with a Sick Friend
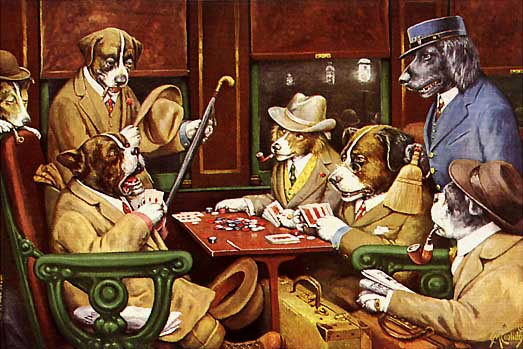
His Station and Four Aces

### その他の作品

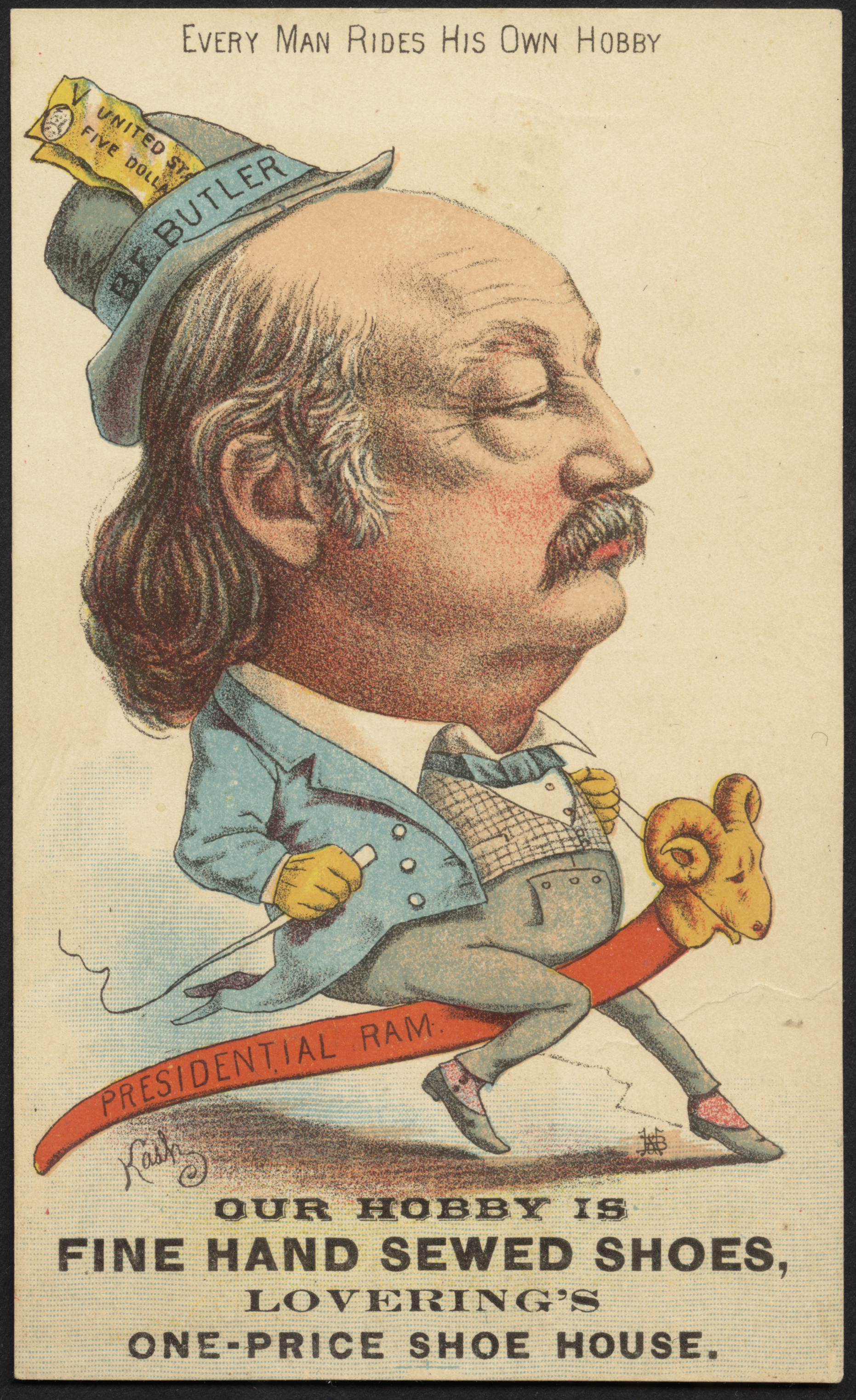
B.M.バトラー (政治家)のカリカチュア
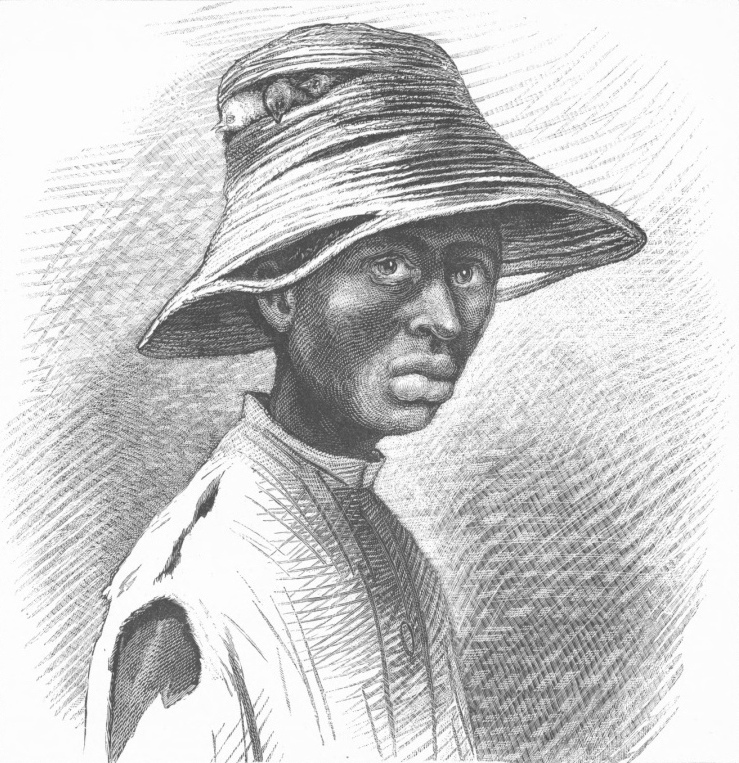
The Tale of a Wedded Life
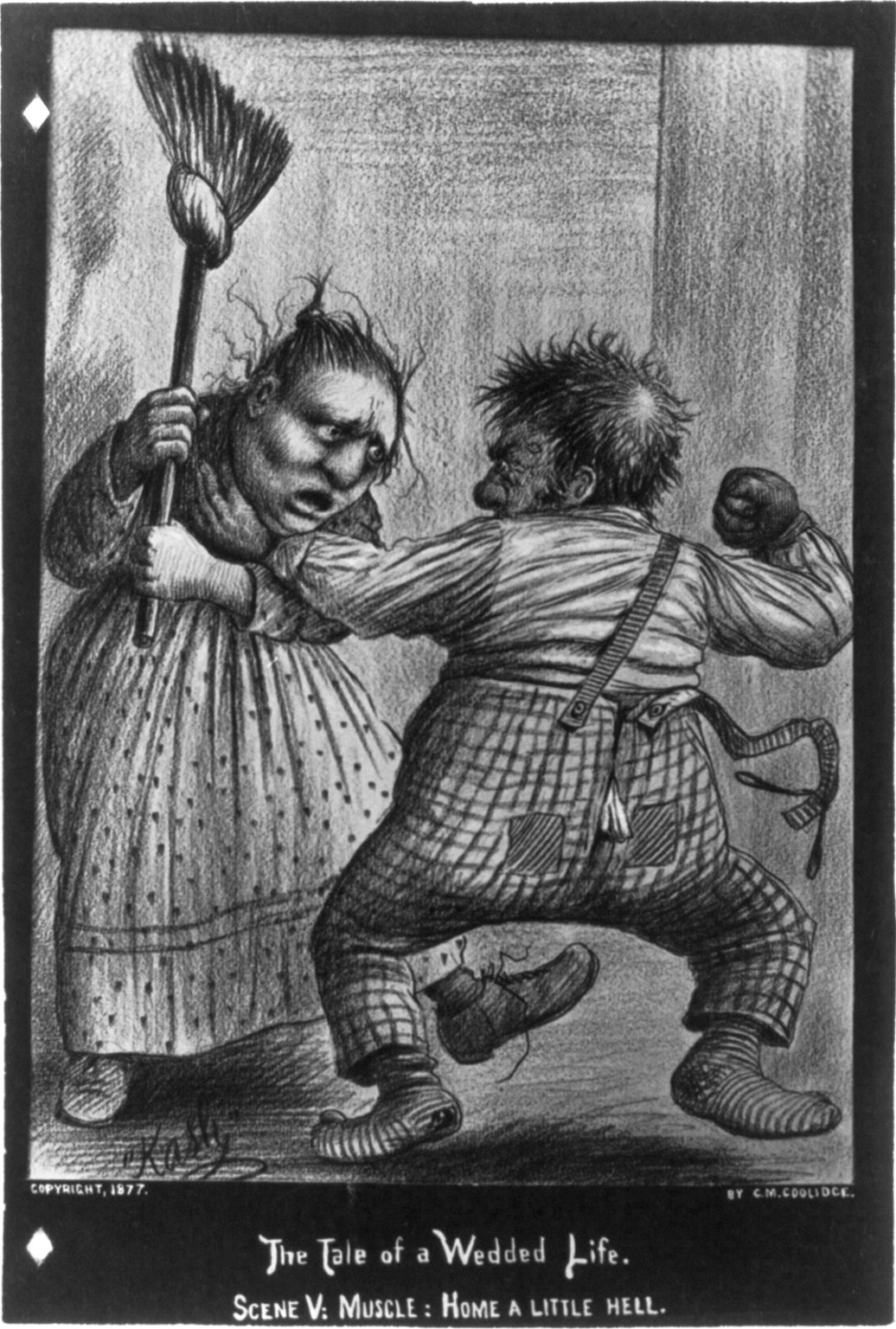
The Tale of a Wedded Life